# Pestike
Pestike este o localitate din comuna Zavrč, Slovenia, cu o populație de 100 de locuitori.